# Kaori Takahashi
Kaori Takahashi, född den 30 mars 1974 i Iwate, Japan, är en japansk konstsimmare.
Hon tog OS-brons i lagtävlingen i konstsim i samband med de olympiska konstsimstävlingarna 1996 i Atlanta.